# Absolutnie prawdziwa miłość
Absolutnie prawdziwa miłość (oryginalny tytuł - Jørgen + Anne = sant, międzynarodowy tytuł - Totally True Love) –  norweski film familijny z elementami melodramatu i komedii kryminalnej w reżyserii Anne Sewitsky 2011 roku, oparty na książce Vigdis Hjorth Jørgen + Anne er sant (1984).

## Fabuła
Anne jest 10-letnią niegrzeczną dziewczynką, która poza tym źle się uczy i nie lubi rozmawiać o miłości. Kiedy po raz pierwszy widzi chłopaka o imieniu Jørgen, zakochuje się w nim od pierwszego wejrzenia. Nieco później Jørgen zostaje kolegą z klasy Anny, a dziewczynka zyskuje rywalkę, Ellen, która również zwraca uwagę na Jørgena. Główna bohaterka i jej najlepsza przyjaciółka Beate postanawiają napisać fałszywy list miłosny od Jørgena, nie myślą jednak o konsekwencjach...

## Ścieżki dźwiękowe
Kompozytorem muzyki do filmu jest Marcel Noll. Lista nazw oryginalnych utworów wyświetlanych w kolejności, w jakiej występują w filmie:
1. Presenting Friends – 2:00
2. Family Life – 2:22
3. Love Theme – 1:35
4. Photo Album – 2:08
5. Helga's Theme – 3:39
6. Radio Song – 3:17
7. Anne's Plan – 1:29
8. A Sweet Letter – 1:33
9. Bicycle In The Woods – 2:44
10. Je T'Aime – 1:33
11. Birthday Party – 2:49
12. At The Gym – 2:57
13. Beneath the Tree – 3:11
14. Conversation With Helga – 3:14
15. Waking Up – 1:46
16. Happy Ending – 2:07
17. This Is Real – 2:44[1]

## Obsada
| Aktor (-ka)                   | Postać                   |
| ----------------------------- | ------------------------ |
| Maria Annette Tanderø Berglyd | Anne Lunde               |
| Otto Garli                    | Jørgen Ruge              |
| Aurora Bach Rodal             | Beate, przyjaciółka Anny |
| Vilde Fredriksen Verlo        | Ellen                    |
| Kristin Langsrud              | Tone, przyjaciółka Ellen |
| Peder Holene                  | Knut                     |
| Sigurd Saethereng             | Einar                    |
| Torkil J. Swensen Høeg        | Ole Lunde, brat Anny     |
| Adrian Holte Kristiansen      | Dag, brat Einara         |
| Anna Jahr Svalheim            | Helga                    |
| Emir Mulasmanovic             | Luca, chłopiec Helgi     |

| Aktor (-ka)                 | Postać                           |
| --------------------------- | -------------------------------- |
| Randolf Walderhaug          | tata Helgi                       |
| Silje Breivik               | mama Anny                        |
| Terje Ranes                 | tata Anny                        |
| Birgitte Victoria Svendsen  | babcia Beaty                     |
| Tone Beate Mostraum         | mama Ellen                       |
| Ole Johan Skjelbred-Knutsen | tata Jørgena                     |
| Markus Tønseth              | tata Knuta                       |
| Stella T. Heie              | Pavlova, siostra Jørgena         |
| Morten Faldaas              | nauczyciel języka angielskiego   |
| Magnus Young Mortensen      | nauczyciel wychowania fizycznego |
| Siw Anita Johnsen           | rektor szkoły                    |

## Nagrody i międzynarodowe uznanie
W 2011 roku film zdobył nagrodę „Amanda“ w 4 kategoriach: Najlepsza edycja, Najlepszy film dla dzieci, Najlepsza reżyseria i Najlepsza scenografia. Także uczestniczył w Berlinale w tym samym roku.